# 上海市教育考试院
上海市教育考试院（英語：Shanghai Municipal Educational Examinations Authority，缩写  或 ），成立于1995年6月，整合原上海市教育招生考试中心、上海市中等学校招生办公室和上海市中等专业自学考试办公室三家机构，是主要承担上海市义务教育阶段以后的各级各类教育考试招生工作的事业单位，隶属于上海市教育委员会，现任院长郑方贤。

## 职责
上海市教育考试院组织实施普通高校考试、成人高校考试、研究生考试、高等教育（含中等专业教育）自学考试和国家学历文凭考试及招生工作，组织实施中等学校升学考试等，并承担有关教育证书和资格考试工作，指导监督区县招生办，开发考试信息资源，对外交流等。

## 机构设置
上海教育考试院设置以下机构：
- 党委办公室
- 院办公室
- 高等学校招生办公室
- 中等学校招生办公室
- 社会考试办公室
- 高等教育自学考试办公室
- 命题办公室
- 招生考试研究所
- 网络信息中心
- 后勤保障中心